# 弦鳴りやまず
『弦鳴りやまず』（げんなりやまず）は、1984年1月4日から1984年3月28日まで、TBS系列で毎週水曜日22:00～22:54に全13話が放送された毎日放送制作の連続テレビドラマである。映画『キャロル』の竜村仁ディレクターが一転してクラシック音楽を素材に、全話演出を担当している。

## 概要
ヴァイオリニストで音楽家の辻吉之助と、その娘で同じくヴァイオリニストの辻久子との波乱の半生の物語。激動の歴史の中で、父・吉之助に厳しいスパルタ教育を受け、ヴァイオリニストとして第一線で活躍していくようになる久子の姿が描かれた。
毎回のタイトルバック及び劇中に使用された著名な楽曲は、辻久子自ら演奏している。

## キャスト
- 辻久子：樋口可南子[1]
- 辻りつ子（久子の母）：樋口可南子（二役）
- 辻久子（幼少期）：小久保あおい（第2話、第3話）
- 辻久子（少女期）：田中景子（第4話、第5話）
- 辻吉之助：中村嘉葎雄[1]
- 大谷正一郎：鹿賀丈史[1]
- とよ子（りつ子の妹）：結城美栄子
- 古本：柄本明[1]
- 中山：小林薫[1] - 吉之助の友人
- 園田：岸部シロー - 吉之助の音楽仲間
- タク：林泰文
- 長沼：三浦洋一
- 坂本：若林哲行
- 佐藤：萩原流行
- 池田サトシ：阿部祐二
- 水沢：下條アトム - 吉之助の音楽仲間
- 桃子：中村亜湖 - カフェの給仕
- はな：坂本スミ子 - 吉之助の長唄の師匠
- 浪江：山口美也子
- 甘粕正彦：佐藤慶
- 原智恵子：岸田今日子
- 山田耕筰：芦田伸介
- 森繁久彌：鶴田忍（第8話）- 満州のアナウンサー
- ダヴィッド・オイストラフ：ピエール・バルー（第11話）
- ユーディ・メニューイン：リチャード・ケリー（第12話）
- 辻久子[1]

## スタッフ
- プロデューサー - 山田尚
- 脚本 - 鵜飼正英、奥野知永子
- 演出 - 竜村仁[1] （全話担当）
- 制作 - 毎日放送[1]、P.C.J.[1]

## サブタイトル
| 話数 | 放送日        | サブタイトル           | 脚本                 |
| ---- | ------------- | ---------------------- | -------------------- |
| 1    | 1984年1月4日  | （サブタイトル無し）   | 鵜飼正英、奥野知永子 |
| 2    | 1984年1月11日 | （サブタイトル無し）   | 鵜飼正英、奥野知永子 |
| 3    | 1984年1月18日 | （サブタイトル無し）   | 鵜飼正英、奥野知永子 |
| 4    | 1984年1月25日 | いよいよコンクール     | 鵜飼正英、奥野知永子 |
| 5    | 1984年2月1日  | 天才は泣かない         | 鵜飼正英、奥野知永子 |
| 6    | 1984年2月8日  | 東京・大阪・協奏曲     | 奥野知永子           |
| 7    | 1984年2月15日 | 海を越した喝采         | 奥野知永子           |
| 8    | 1984年2月22日 | 消えた妨害電波         | 奥野知永子           |
| 9    | 1984年2月29日 | 母の死を越えて         | 奥野知永子           |
| 10   | 1984年3月7日  | おんな久子ひとり       | 奥野知永子           |
| 11   | 1984年3月14日 | オイストラフとの出会い | 奥野知永子           |
| 12   | 1984年3月21日 | 家を売って名器を買った | 奥野知永子           |
| 13   | 1984年3月28日 | 旅立ち                 | 奥野知永子           |